# Кларксон (переписна місцевість, Нью-Йорк)
Кларксон (англ. Clarkson) — переписна місцевість (CDP) в США, в окрузі Монро штату Нью-Йорк. Населення — 4694 особи (2020).

## Географія
Кларксон розташований за координатами 43°14′23″ пн. ш. 77°54′58″ зх. д. / 43.23972° пн. ш. 77.91611° зх. д. (43.239813, -77.916205).  За даними Бюро перепису населення США в 2010 році переписна місцевість мала площу 23,60 км², уся площа — суходіл.

## Демографія
Згідно з переписом 2010 року, у переписній місцевості мешкало 4358 осіб у 1646 домогосподарствах у складі 1139 родин. Густота населення становила 185 осіб/км².  Було 1702 помешкання (72/км²).
Расовий склад населення:
| - 92,8 % — білих - 2,4 % — чорних або афроамериканців - 1,4 % — азіатів - 0,4 % — корінних американців - 1,1 % — осіб інших рас |

До двох чи більше рас належало 1,9 %. Частка іспаномовних становила 3,0 % від усіх жителів.
За віковим діапазоном населення розподілялося таким чином: 27,9 % — особи молодші 18 років, 58,8 % — особи у віці 18—64 років, 13,3 % — особи у віці 65 років та старші. Медіана віку мешканця становила 39,5 року. На 100 осіб жіночої статі у переписній місцевості припадало 93,2 чоловіків;  на 100 жінок у віці від 18 років та старших — 89,0 чоловіків також старших 18 років.
Середній дохід на одне домашнє господарство  становив 64 224 долари США (медіана — 58 700), а середній дохід на одну сім'ю — 76 644 долари (медіана — 69 697). Медіана доходів становила 50 342 долари для чоловіків та 42 308 доларів для жінок. За межею бідності перебувало 12,1 % осіб, у тому числі 22,9 % дітей у віці до 18 років та 5,9 % осіб у віці 65 років та старших.
Цивільне працевлаштоване населення становило 2081 особа. Основні галузі зайнятості: освіта, охорона здоров'я та соціальна допомога — 25,2 %, виробництво — 10,8 %, мистецтво, розваги та відпочинок — 10,6 %.